# 萊昂峰 (維多利亞地)
萊昂峰（英語：Lyons Cone），是南極洲的山峰，位於維多利亞地，處於馬特洪峰東北面4.4公里，海拔高度1,850米，屬於阿斯加德山脈的一部分，以美國地球化學家命名，現時由南極條約體系管理。